# Век неспокойного солнца
«Век неспокойного солнца» — четвёртый альбом российской группы «Электрические Партизаны» и 12-й авторский альбом Вадима Курылёва.
Это жёстко социально-ориентированный и наиболее радикальный альбом «Электрических Партизан». Он возвращает слушателя к сути рок-музыки, которая изначально революционна и антибуржуазна.

Задача этого альбома — разбудить умы прежде всего молодых людей от зомбо-сна, в котором пребывает большинство населения планеты. Предоставить Революции так необходимые ей молодые прогрессивные силы.
— Из пресс-релиза альбома

## История создания
Альбом был записан на Санкт-Петербургской студии грамзаписи весной и летом 2010 года. Запись, сведение, мастеринг — Кира Малевская. Помимо песен «Электрических Партизан» в альбом вошли две песни проекта «Подпольный Фронт» — «Песня-31» и «Город, проснись!»

## Обложка
Дизайн — «Электрические Партизаны». В оформлении, выполненном в стиле минимализма, использовано изображение Колеса Сансары. По договоренности с издательством «Выргород», знак «копирайт» в выходных данных на обложке заменён на символ анархии. На лицевой стороне нет наименования группы и названия альбома. Внутри есть лишь список песен, а также вкладка-буклет, на котором присутствует плакат. Также не названы ни участники, ни место записи.

## Список композиций
Музыка и тексты — «Электрические Партизаны».
1. Век неспокойного солнца — 4:23
2. Протестуй и сражайся! — 2:36
3. Скука это контрреволюция — 2:36
4. На дне независимости — 2:52
5. Рок-н-ролл стар — 4:00
6. Деньги — 2:54
7. Капиталист — 2:40
8. Эвтаназия — 3:23
9. Боливия — 3:50
10. Смерти не было — 3:16
11. Протосвобода (инстр.) — 1:38
12. Революция в нас! — 2:36
13. Беспризорник — 3:07
14. Снежный человек — 6:16
15. Боже, храни президента! — 3:01
16. Подпольный рок — 2:07
17. Колесо Сансары — 3:47
18. Чёрный протурберанец (инстр.) — 1:12

bonus tracks (Подпольный Фронт)
1. Песня-31 — 2:52
2. Город, проснись! — 4:04

## Участники записи
«Электрические Партизаны»
- Вадим Курылёв — гитары, бас-гитара, органола, голос
- Денис Курылёв (Буцкий) — барабаны, перкуссия, бэк-вокал
- Дмитрий Ковалёв — гитара
- Арман — органола в «Рок-н-ролл Стар»
- Кира Малевская — бэк-вокал в песне «Боливия»

«Подпольный Фронт»
- Голоса — Александр Чернецкий, Михаил Борзыкин, Вадим Курылёв, Михаил Новицкий, Сергей Паращук, Юрий Рулёв

Музыкальное сопровождение — «Электрические Партизаны».

## Дополнительная информация
- Концертный тур, посвящённый выходу этого альбома: 21 октября — Белгород, клуб «ИнРок». 22 октября — Харьков. 23 октября — Кривой Рог, арт-клуб «Старый двор». 24 октября — Киев. 27 ноября — Санкт-Петербург, клуб «Money Honey», специальный гость — «The Cats». 12 декабря — Москва, клуб «Art Garbage», специальный гость — «Ожог».
- «Песня-31» телеканалом РЕН ТВ была названа «гимном улицы 2010»[3].
- Песня «Город, проснись!», посвящённая борьбе против строительства «Охта-центра», была специально написана для митинга за сохранение Петербурга 10 октября 2009[4]
- Фраза в песне «Протестуй и сражайся!» «Стань скорее реалистом, требуй невозможного» позаимствована из лозунгов Красного мая «Будьте реалистами — требуйте невозможного!»[5], ныне ошибочно приписываемый Че Геваре.
- «Скука — это контрреволюция» — это лозунг ситуационистов, политических художников-авангардистов, который использовался французскими студентами-повстанцами в 1968 году. То, что они имели в виду: революция — интересное, не скучное занятие, и если ты скучен, значит — контрреволюционер!
- Фразу «Политика это как ты живешь, а не как голосуешь!» после выхода песни «Протестуй и сражайся!» стали ошибочно приписывать Вадиму Курылёву, в то время как он процитировал в песне слова Джерри Рубина, американского социального активиста 1960—1970-х годов.
- «На дне независимости» — у группы Anti-Flag есть песня  «On Independence Day» на альбоме «The People or the Gun» 2009 года.
- Барабанное вступление песни «Революция в нас!» скопировано с трека «Gimmie Gimmie Gimmie» альбома Damaged группы Black Flag, которая записала медленную и ускоренную версии, а также у Circle Jerks — «The Crowd» на альбоме «Wonderful» (1985).